# Productos de la fisión nuclear
Los productos de la fisión nuclear son los fragmentos atómicos que quedan después de que un núcleo atómico más grande se fisiona. Normalmente, un núcleo grande como el del uranio se fisiona dividiéndose en dos núcleos más pequeños, junto con unos pocos neutrones y una liberación de energía en forma de calor (energía cinética del núcleo) y rayos gamma. Los dos núcleos más pequeños son los "productos de la fisión". Ver productos de la fisión (por elemento).
La fisión terciaria, aproximadamente entre el 0,2% y el 0,4% de las fisiones, también producen un tercer núcleo ligero tal como el helio-4 (90%) o tritio (7%).
Los productos de la fisión generados por la fisión a menudo por sí mismos son inestables (radiactivos), debido a ser relativamente ricos en neutrones para su número atómico, y muy pronto realizan una desintegración beta, liberando energía adicional en la forma de partículas beta, antineutrinos y rayos gamma adicionales. Es por esto que los eventos de fisión son fuentes (indirectas) normales de radiación beta y de antineutrinos, incluso aunque estas partículas no son producidas directamente en el evento de fisión propiamente tal.
Muchos de estos isótopos tienen una vida media muy corta y por lo tanto liberan enormes cantidades de radiación. Por ejemplo, el Estroncio-90, 89 y 94 son todos productos de la fisión, ellos son producidos en cantidades similares y en cada uno de ellos el núcleo se desintegra liberando una partícula beta (electrón). Pero sl Sr-90 tiene una vida media de 30 años, el Sr-89 una vida media de 50,5 días y el Sr-94 una vida media de 75 segundos. Cuando se encuentran recién creados, el Sr-89 dispersará partículas beta 10.600 veces más rápido que el Sr-90 y el Sr-94 lo hará a 915 millones de veces más rápido. Son estos isótopos de corta vida media los que hacen al combustible gastado tan peligroso, adicionalmente a generar muchísimo calor, inmediatamente después de que el reactor nuclear propiamente tal ha sido apagado. En todo caso los elementos más peligrosos desaparecen rápidamente; después de 50 días, el Sr-94 ha pasado por 58.000 vidas medias y por lo tanto ha desaparecido; el Sr-89 está a la mitad de su cantidad original, pero el Sr-90 está allí al 99,99% de su cantidad original. Como hay cientos de diferentes isótopos creados, la alta radiación inicial se desvanece rápidamente, pero nunca termina por desaparecer completamente.

## Formación y desintegración
La suma de los pesos atómicos de los dos átomos producidos por la fisión de un átomo fisible es siempre menos que le peso atómico del átomo original. Esto se debe a que algo de la masa es perdida como neutrones libres y una vez que la energía cinética de los productos de la fisión ha sido gastada (por ejemplo, los productos han sido enfriados para extraer el calor generado por la reacción), entonces la masa asociada con esta energía también es perdida para el sistema y así no es mostrada en los productos de la fisión enfriados.
Dado que los núcleos que pueden ser fácilmente sometidos a fisión son particularmente ricos en neutrones (por ejemplo el 61% de los nucleones del uranio-235 son neutrones), los productos iniciales de la fisión son casi siempre más ricos en neutrones que los núcleos estables de la misma masa como producto de la fisión (por ejemplo el rutenio-100 estable tiene un 56% de neutrones; el xenón-134 estable tiene un 60% de neutrones). Por lo tanto los productos iniciales de la fisión pueden ser inestables y normalmente se desintegran hacia un núcleo estable, convirtiendo un neutrón en un protón con cada emisión beta (los productos de la fisión no emiten partículas alfa).
Unos pocos productos iniciales de la fisión ricos en neutrones y de corta vida se desintegraran por efecto de la desintegración beta ordinaria (esto es la fuente de una vida media perceptible, normalmente desde unas pocas décimas de segundo hasta unos pocos segundos), seguido inmediatamente por la emisión de un neutrón por el producto hijo excitado. Este proceso es la fuente de los así llamados neutrones retrasados, que juegan un papel importante en el control de un reactor nuclear.
Las primeras desintegraciones beta son rápidas y pueden liberar partículas beta de alta energía o radiación gamma. Sin embargo, a medida que los productos de la fisión se aproximan a condiciones nucleares estables, la última o dos últimas desintegraciones pueden tener una larga vida media y liberan menos energía. Existen unas pocas excepciones con relativamente largas vidas medias y alta energía de desintegración, tales como:
- Estroncio-90 (alta energía beta, vida media de 30 años)
- Cesio-137 (alta energía gamma, vida media de 30 años)
- Estaño-126 (incluso más alta energía gamma, pero con una larga vida media de 230.000 años que significa una lenta tasa de liberación de radiación, lo que da que el rendimiento de este nucleido por fisión es muy bajo)

## Radiactividad a través del tiempo
Los productos de la fisión tienen vidas medias de 90 años (Samario-151) o menos, excepto por siete productos de la fisión de vida larga que tienen vidas medias de 211.100 años (tecnecio-151) y más. Por lo tanto la radiactividad total de una mezcla de productos de la fisión pura disminuye rápidamente durante los primeros varios cientos de años (controlada por los productos de vida corta) antes de estabilizarse a un nivel más bajo que cambia poco por centenares de miles de años (controlada por los siete productos de vida larga).
Este comportamiento de los productos de la fisión puros con los actínidos removidos, se contrasta con la desintegración del combustible que aún contiene actínidos. Este combustible es producido en los llamados ciclos de combustible nuclear "abiertos" (sin reprocesamiento nuclear). Varios de estos actínidos tienen vidas medias en el rango vacío de aproximadamente entre los 100 a 200.000 años, causando algunas dificultades con los planes de almacenaje en este rango de tiempo para los combustibles no reprocesados de ciclo abierto.
Los partidarios de los ciclos de combustible nuclear que apuntan al consumo de todos sus actínidos por la fisión, tales como el Reactor Rápido Integral y del reactor de sal fundida, usan este hecho para decir que dentro de 200 años, sus desechos de combustible no son más radiactivos que el mineral de uranio original.
Los productos de la fisión emiten radiación beta, mientras que los actínidos emiten principalmente radiación alfa. También muchos de estos emiten radiación gamma.

## Rendimiento

Rendimiento de los productos de la fisión ordenados por masa para la fisión del neutrón térmico del U-235, Pu-239, una combinación de dos típicos reactores nucleares de potencia actuales, y del U-233 usados en el ciclo del torio.

Cada fisión de un átomo padre produce un diferente conjunto átomos productos de la fisión. Sin embargo, mientras que la fisión individual no es predecible, los productos de la fisión son estadísticamente predecibles. Las cantidades de cualquier isótopo producido por fisión es conocida como su rendimiento, normalmente expresado como un porcentaje por fisión originadora; por lo tanto, el rendimiento se totaliza a 200% no un 100%.
Mientras que los productos de la fisión incluyen cada elemento desde el zinc a los lantánidos, la mayoría de los productos de la fisión ocurren en dos picos. Un pico ocurre a aproximadamente entre el estroncio y el rutenio (expresados por sus números atómicos) mientras que el otro pico está aproximadamente entre el telurio y el neodimio. El rendimiento es algo dependiente del átomo padre y también de la energía del neutrón que inicia la fisión.
En general mientras más alta es la energía del estado cuando se produce la fisión nuclear, más probable es que los dos productos de la fisión tengan una masa similar. De ahí que a medida que la energía del neutrón se incrementa y/o la energía del átomo fisible se incrementa, el valle entre los dos picos se hace menos profundo. Por ejemplo, la curva de rendimiento contra la masa para el Pu-239 tiene un valle menos profundo que el observado para el U-235 cuando los neutrones son neutrones térmicos. Las curvas para la fisión de los últimos actínidos tiende a producir valles incluso menos profundos. En casos extremos tales como el 259Fm, se puede ver sólo un pico.
La figura adyacente muestra una distribución típica de los productos de la fisión del uranio. Nótese que en los cálculos usados para construir este gráfico, la activación de los productos de la fisión fue ignorada y la fisión se asumió que ocurría en un solo momento más que en un periodo de tiempo. En este gráfico los resultados son mostrados para diferentes tiempos de enfriamiento - medidos desde la fisión. Debido a la estabilidad del núcleo con cantidad par de protones y/o neutrones, la curva de rendimiento contra el elemento no es una curva suave sino que tiende a alternar. Nótese que la curva contra el número de masa es suave.

## Producción
Pequeñas cantidades de productos de la fisión son formados naturalmente como el resultado de ya sea la fisión espontánea del uranio natural, la que ocurre a una baja tasa, o como el resultado de los neutrones de la desintegración radiactiva o de las reacciones con las partículas de los rayos cósmicos. La huellas microscópicas dejadas por estos productos de la fisión en algunos minerales naturales (principalmente apatita y circón) son usadas en la datación por trazas de fisión para encontrar las edades de enfriamiento de las rocas naturales. La técnica tiene un rango de datación efectiva de 0,1 Ma a >1,0 Ga dependiendo del mineral utilizado y de la concentración de uranio en ese mineral.
Aproximadamente hace 1.500 millones de años atrás en un cuerpo de mineral de uranio en África, un reactor nuclear natural de fisión funcionó por unos pocos centenares de miles de años y produjo aproximadamente unas 5 toneladas de productos de la fisión. Estos productos de la fisión fueron importantes en proporcionar una prueba de que el reactor nuclear si había ocurrido. Los productos de la fisión son producidos en las explosiones de las armas nucleares, las cantidades de estos dependen del tipo de arma. La fuente más grande de productos de la fisión son los reactores nucleares. En los actuales reactores de energía nuclear de potencia, aproximadamente el 3% del uranio del uranio contenido en el combustible es convertido en productos de la fisión como subproducto de la generación de energía. La mayoría de estos productos de la fisión permanecen en el combustible a menos que exista una falla del elemento de combustible o un accidente nuclear, o que el combustible sea reprocesado.

### Reactores nucleares de potencia
En un reactor nuclear de potencia, las principales fuentes de radiactividad son los productos de la fisión, los actínidos y los productos de la activación. Los productos de la fisión son la fuente más grande de radiactividad durante los primeros centenares de año, mientras que los actínidos son los dominantes durante aproximadamente ente 103 a 105 años después de usar el combustible.
La fisión ocurre en el combustible nuclear y los productos de la fisión principalmente son retenidos al interior del combustible cerca de donde ellos fueron producidos. Estos productos de la fisión son importantes en la operación del reactor debido a que algunos de los productos de la fisión contribuyen a retrasar a los neutrones que son útiles para el control del reactor mientras que otros son venenos de neutrones que tienden a inhibir la reacción nuclear. La acumulación de estos productos de la fisión que son venenos es un factor clave para determinar la duración máxima que un elemento de combustible en particular puede ser mantenido al interior del reactor. La desintegración de los productos de la fisión de corta vida también proporcionan una fuente de calor al interior del combustible que continúa incluso después de que el reactor haya sido apagado y que las reacciones de fisión se hayan detenido. Es este calor por desintegración nuclear el que pone los requerimientos de refrigeración de un reactor después de que este es apagado.
Si el revestimiento del combustible es perforado, los productos de la fisión pueden filtrarse hacia el refrigerante. Dependiendo de la química del producto de la fisión, puede quedarse en el núcleo del reactor o moverse a través del sistema de refrigeración. Los sistemas de refrigeración incluyen sistemas de control químico que tienden a remover tales productos de la fisión. En un reactor de potencia bien diseñado funcionando en condiciones normales, la radiactividad del refrigerante es muy baja.
Se sabe que el isótopo responsable de la mayoría de la exposición gamma en las plantas de reprocesamiento de combustible (y en el sito del Chernóbil en el año 2005) es el Cesio-137. El Yodo-129 es un uno de los elementos más radiactivos liberado en las plantas de reprocesamiento. En los reactores nucleares se pueden encontrar tanto al Cs-137 como al Estroncio-90 en lugares remotos del combustible. Esto se debe a que estos isótopos son formados por la desintegración beta del gas noble (xenón-137, con una vida media de 3,8 minutos, y el Kriptón-90, con una vida media de 32 segundos) lo que permite que estos isótopos sean depositados en lugares remotos del combustible (por ejemplo en las barras de control).

#### Venenos para el reactor nuclear
Algunos productos de la fisión se desintegran liberando un neutrón. Dado que puede existir un corto retraso entre el momento de la fisión original (que libera sus propios neutrones inmediatos en ese mismo instante) y la liberación de estos neutrones, estos últimos llamados "neutrones retrasados". Estos neutrones retrasados son importantes para el control del reactor nuclear.
Algunos de estos productos de la fisión, tales como el xenón-135 y el samario-149, tienen una alta capacidad de absorción de neutrones. Dado que el reactor nuclear depende del equilibrio entre las tasas de producción y de absorción de neutrones, aquellos productos de la fisión que remueven neutrones tenderán a apagar al reactor o a "envenenarlo". Los combustibles y reactores nucleares están diseñados para enfrentar este fenómeno a través de características tales como venenos quemables y varillas de control. La acumulación de xenón-135 durante el apagado u operación a baja potencia pueden envenenar al reactor de tal forma que le impide reiniciarse o interfiere con el normal control de la reacción durante el reinicio o la restauración a plena potencia, posiblemente causando o contribuyendo a un escenario de accidente.

### Armas nucleares
Las armas nucleares usan la fisión como su fuente principal o parcial de energía. Dependiendo del diseño del arma y de dónde es explosionada, la importancia relativa de la radiactividad de los productos de la fisión variará comparado a la radiactividad producto de la activación en la lluvia radiactiva total.
Los productos de la fisión inmediatos generados por la fisión de un arma nuclear esencialmente son los mismos que aquellos generados por otras fuentes de fisión, dependiendo ligeramente del núclido particular que se esté fisionando. Sin embargo, la muy corta escala de tiempo para la reacción hace una diferencia en la mezcla particular de isótopos producidos por una bomba atómica.
Por ejemplo, la proporción 134Cs/137Cs proporciona un método fácil de distinguir entre la lluvia radiactiva de una bomba de la producida por los productos de la fisión de un reactor nuclear de potencia. Casi nada de Cs-134 es formado por una fisión nuclear (debido a que el xenón-134 es estable). El 134Cs es formado por la activación neutrónica del 133Cs estable, él cual es formado por la desintegración de los isótopos en el isóbaro (A = 133). Así en un criticidad momentánea para el momento en que el flujo de neutrones llegue a cero habrá pasado demasiado poco tiempo como para que algo de 133Cs esté presente. Mientras que en un reactor de potencia existe mucho tiempo como para que la desintegración de los isótopos en el isóbaro formen 133Cs, el 133Cs así formado entonces puede ser activado para formar 134Cs sólo si el tiempo entre el inicio y el final de la criticidad es largo.
De acuerdo a Jiri Hala, la radiactividad en la mezcla de los productos de la fisión en una bomba atómica es principalmente causada por isótopos de corta vida tales como el I-131 y el Ba-140. Después de cuatro meses el Ce-141, el Zr-95/Nb-95 y el Sr-89 representan la parte más grande del material radiactivo. Después de dos o tres años, el Ce-144/Pr-144, el Ru-106/Rh-106 y el Prometio-147 son el grueso de la radiactividad. Después de unos pocos años, la radiación es dominada por el Estroncio-90 y el Cesio-137, mientras que en el período entre los 10.000 y un millón de años es el Tecnecio-99 el que domina.

### Aplicaciones
Algunos de los productos de la fisión (tal como el Cs-137) son usados como fuentes de radiación para fines médicos e industriales. El ion 99TcO4- puede reaccionar con superficies de acero para formar una capa resistente a la corrosión. De esta forma estos aniones oxo metálicos actúan como inhibidores de la corrosión anódicos - convierten al acero en una superficie pasiva. La formación del 99TcO2 en las superficies del acero es un efecto que retardará la liberación del 99Tc desde los tambores de desechos nucleares y del equipamiento nuclear que se haya perdido previo a la descontaminación (por ejemplo: los reactores de los submarinos nucleareas que se han perdido en el mar).
De una forma similar la liberación de radio-yodo en un accidente serio de un reactor nuclear de potencia podría retardar la adsorción en la superficies metálicas dentro de la central nuclear. Se ha realizado mucho trabajo de investigación de lo que ocurriría en la química del yodo durante un accidente severo.

## Desintegración

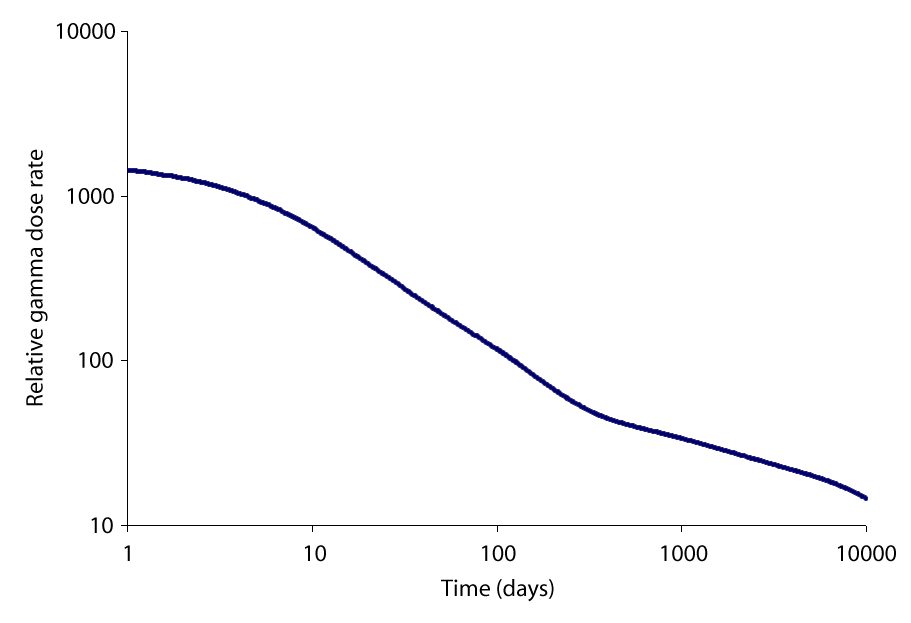
Las dosis gamma externas para una persona en espacio abierto cerca del sitio del accidente de Chernóbil.

La porción del total de dosis de radiación (en el aire) aportada por cada isótopo contra el tiempo después del accidente de Chernóbil, en el mismo sitio. Nótese que esta imagen fue realizada usando los datos proporcionados por el informe OECD y la segunda edición del 'The radiochemical manual'.

Para la fisión del uranio-235, la radiactividad predominante de los productos de la fisión incluyen los isótopos de yodo, cesio, estroncio, xenón y bario. La amenaza disminuye con el paso del tiempo. Los lugares donde los niveles de radiación eran en un momento determinado amenazas mortales inmediatas, tal como la mayor parte de la Central nuclear de Chernóbil y los sitios de la zona cero de los bombardeos atómicos estadounidenses en Japón (6 horas después de la detonación) ahora son relativamente seguros ya que la radiactividad ha decaído a un nivel bajo. Muchos de los productos de la fisión se desintegran a través de isótopos de muy corta vida para formar isótopos estables, pero una cantidad considerable de radioisótopos tienen vidas medias mucho más largas que un día.
La radiactividad en la mezcla de productos de la fisión es principalmente causada por isótopos de corta vida tales como el Yodo-131 y el 140Ba, después de aproximadamente cuatro meses el 141Ce, el 95Zr/95Nb y el 89Sr son los responsables de la mayor parte de esta, mientras que después de aproximadamente dos o tres años la mayor parte proviene del 144Ce/144Pr, 106Ru/106Rh y 147Pm. Posteriormente el 90Sr y el 137Cs son los principales radioisótopos, siendo sucedidos por el 99Tc. En el caso de una fuga de radiactividad desde un reactor nuclear de potencia o de combustible usado, solo algunos elementos escapan; como un resultado, la firma isotópica de la radiactividad es muy diferente a la de una detonación nuclear, donde todos los productos de la fisión son dispersados.

## Medidas para contrarrestar la lluvia radiactiva
El propósito de las preparaciones para emergencia radiológicas es proteger a las personas de los efectos de la exposición a la radiación después de un accidente nuclear o la detonación de una bomba atómica. La evacuación es la medida de protección más efectiva. Sin embargo, si la evacuación es imposible o incluso no está asegurada, entonces los refugios nucleares locales y otras medidas proporcionan la mejor protección.

### Yodo

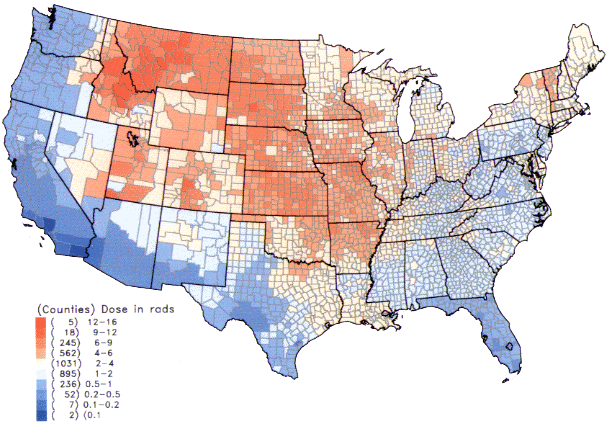
Dosis a la tiroides per cápita en Estados Unidos continental de yodo-131 resultantes de todas las rutas de exposición generadas por las pruebas nucleares atmosféricas realizadas en el Sitio de Pruebas de Nevada. Ver también Downwinders.

Al menos tres isótopos del yodo son importantes. El 129I, el 131I (radioyodo) y el 132I. Las pruebas nucleares atmosféricas y el accidente de Chernóbil liberaron yodo-131.
Los isótopos de corta vida del yodo son particularmente dañinos debido a que la tiroides recoge y concentra el yodo - tanto el radiactivo como el estable. La absorción de radioyodo puede llevar a efectos agudos, crónicos y retrasados. Los efectos agudos provocados por altas dosis incluyen tiroiditis, mientras que los efectos crónicos y retrasados incluyen el hipotiroidismo, nódulos tiroideos y cáncer tiroideo. Se ha demostrado que la liberación de yodo activo en Chernóbil y Mayak han resultado en un incremento de la incidencia del cáncer tiroideo en la antigua Unión Soviética.
Una medida que protege contra el riesgo provocado por el radioyodo es ingerir una dosis de yoduro de potasio (KI) antes de la exposición al radioyodo. El yodo no radiactivo 'satura' a la tiroides, causando que menos radioyodo sea almacenado en el cuerpo. La administración de yoduro de potasio reduce los efectos del radioyodo en un 99% y es un suplemento prudente y barato en un refugio nuclear. Una alternativa de bajo costo a las píldoras de yodo disponibles comercialmente es una solución saturada de yoduro de potasio. El almacenamiento de largo plazo de KI normalmente se hace en la forma de cristales de grado reactivo.
La administración de sustancias bociógenas conocidas también pueden ser usadas como una profilaxis al reducir la bioabsorción del yodo, ya sea el yodo-127 nutricional no radiactivo o el yodo radiactivo, radioyodo - más comúnmente el yodo-131, ya que el cuerpo no puede diferenciar entre los isótopos del yodo. Los iones del perclorato, un contaminante común del agua en Estados Unidos debido a la industria aeroespacial, ha sido demostrado que reduce la absorción del yodo y así está clasificado como un bociógeno. Los iones del perclorato son un inhibidor competitivo del proceso por el cual el yodo es depositado activamente en las células foliculares de la tiroides. Los estudios que involucraron a voluntarios adultos sanos determinó que a niveles por sobre los 0,007 miligramos por kilo por día (mg/(kg·d)), el perclorato comienza a inhibir temporalmente la habilidad de la glándula tiroides para absorber el yodo desde la corriente sanguínea ("inhibición de la absorción del yodo", así el perclorato es un bociógeno conocido). La reducción de la fuente de yodo por el perclorato tiene efectos dobles - la reducción del exceso de la síntesis de hormonas y el hipertiroidismo, por un lado, y la reducción de la síntesis del inhibidor tiroideo y el hipotiroidismo por el otro. El perclorato permanece como una medida muy útil ya que con la aplicación de una sola dosis en pruebas que medían la descarga del radioyodo acumulado en la tiroides como un resultado de muchas diferentes disrupciones en el metabolismo más allá del yodo en la glándula tiroides.
El tratamiento de la tirotoxicosis (incluyendo la enfermedad de Graves-Basedow con entre 600-2.000 mg de perclorato de potasio (430-1.400 mg de perclorato) diariamente por periodos de varios meses o más tiempo fue una vez una práctica común, particularmente en Europa, y el perclorato usado en dosis más bajas para tratar los problemas de la tiroides continua hasta hoy en día. Aunque 400 mg de perclorato de potasio divididos en cuatro o cinco dosis diarias fue usado inicialmente y se encontró que era efectivo, dosis más altas fueron introducidas cuando se descubrió que 400 mg/day no controlaba la tirotoxicosis en todos los pacientes.
Los actuales regímenes de tratamiento de la tirotoxicosis (incluyendo la enfermedad de Graves), cuando un paciente es expuesto a fuentes adicionales de yodo, normalmente incluyen 500 mg de perclorato de potasio dos veces por día durante 18 a 40 días.
La profilaxis con agua que contiene perclorato a concentraciones de 17 ppm, lo que corresponde a 0,5 mg/kg-día para ingesta individual, si pesa 70 kg y consume 2 litros de agua por día, se encontró que reduce la ingesta de línea de base de radioyodo en un 67%. Esto es equivalente a una ingesta de un total de solo 35 mg de iones de perclorato por día. En otro estudio relacionado donde los sujetos bebieron solo 1 litro de agua con perclorato por día a una concentración de 10 ppm, es decir se ingirieron diariamente 10 mg de iones de perclorato, se observó una reducción del 38% en la absorción de yodo.
Sin embargo cuando la absorción promedio de perclorato en trabajadores fábricas de perclorato sujetos a la más alta exposición ha sido estimado en aproximadamente 0,5 mg/kg-día, como en el párrafo anterior, se podría esperar una reducción de un 67% de la absorción de yodo. Estudios de trabajadores expuestos crónicamente hasta ahora han fracasado en detectar cualquier anomalía de la función tiroidea, incluyendo la absorción de yodo. Estp puede bien atribuirse a una exposición diaria suficiente o a la ingesta del yodo-127 saludable entre los trabajadores y la corta vida media biológica de 8 horas del perclorato en el cuerpo.
Para bloquear completamente la absorción del yodo-131 mediante la adición intencional de iones de perclorato en el abastecimiento de agua de la población, se apuntan a dosis de 0,5 mg/kg-día, o una concentración en el agua de 17 ppm, serían por lo tanto fuertemente inadecuado en reducir verdaderamente la absorción de radioyodo. Las concentraciones de iones de perclorato en el abastecimiento de agua de una región deberían ser mucho más altas, al menos 7,15 mg/kg por peso corporal por día, o una concentración en el agua de 250 ppm, asumiendo que las personas beben 2 litros de agua diarios, para ser verdaderamente beneficioso en prevenir la bioacumulación cuando se está expuesto a un ambiente con radioyodo, independiente de la disponibilidad yodato o de drogas con yoduro.
La continua distribución de tabletas de perclorato o la adición de perclorato en el suministro de agua necesitarían ser continuada por no menos de entre 80 y 90 días, iniciándose inmediatamente después de que la liberación inicial de radioyodo fuera detectada. Después de que los 80 a 90 días pasaran, la liberación de yodo-131 radiactivo se habrá desintegrado a menos del 0,1% de su cantidad inicial, en cuyo momento el peligro de la bioabsorción del yodo-131 esencialmente habrá pasado.
En el caso de una fuga radiactiva, la ingestión profiláctica de yoduro de potasio, si está disponible, o incluso de yodato, debería ser preferida por sobre la administración de perclorato, y debería ser la primera línea de defensa para proteger a la población de una fuga de radioyodo. Sin embargo, en el caso de una fuga de radioyodo demasiado grande y amplia para ser controlado por la limitada disponibilidad de drogas profilácticas de yoduro y de yodato, entonces la adición de iones de perclorato al abastecimiento de agua, o la distribución de tabletas de perclorato servirían como una segunda línea de defensa barata y eficaz contra la bioacumulación de radioyodo carcinógeno.
La ingesta de drogas bociógenas es, como la de yoduro de potasio no está libre de peligros, tal como el hipotiroidismo. En todos estos casos, sin embargo, a pesar de los riesgos, los beneficios de la profilaxis de la intervención con yoduro, yodato o perclorato sobrepasa el serio riesgo de cáncer provocado por la bioacumulación de radioyodo en aquellas regiones donde el radioyodo ha contaminado lo suficiente el ambiente.

### Cesio
El accidente de Chernóbil liberó una gran cantidad de isótopos de cesio los que fueron dispersados en una gran área. El 137Cs es un isótopo que es de gran preocupación a largo plazo ya que permanece en las capas superiores del suelo. Las plantas con sistemas de raíces superficiales tienden a absorberlo durante muchos años. De ahí que las hierbas y las setas pueden acumular una cantidad considerable de 137Cs, la que puede ser transferida a los seres humanos a través de la cadena trófica.
Una de las mejores contramedidas en la ganadería lechera contra el 137Cs es mezclar el suelo arándolo en forma profunda. Esto tiene el efecto de poner al 137Cs fuera del alcance de las raíces de las hierbas, de ahí que el nivel de radiactividad en el pasto bajará. También la remoción de unos pocos centímetros de la parte superior del suelo y su entierro en una trinchera de poca profundidad reducirá la dosis que los humanos y los animales reciban ya que los fotones gamma emitidos por el 137Cs serán atenuados por su paso a través del suelo. Mientras más profunda y remota sea la trinchera sea, mejor será el grado de protección. Los fertilizantes que contienen potasio pueden ser usados para diluir el cesio y limitar su absorción por las plantas.
En la ganadería, otras contramedidas contra el 137Cs es alimentar a los animales con azul de prusia. Este compuesto actúa como un intercambiador iónico. El cianuro está tan fuertemente ligado al hierro que es seguro que los humanos consuman varios gramos de azul de prusia por día. El azul de prusia reduce la vida media biológica (que es diferente de la vida media nuclear) del cesio. La vida media física o nuclear del 137Cs es de aproximadamente 30 años. Normalmente el cesio en los humanos tiene una vida media biológica de entre uno a cuatro meses. Una ventaja adicional del azul de prusia es que el cesio que es desechado por los animales en sus excrementos se encuentra en una forma que no está disponible para las plantas. De ahí que previene que el cesio sea reciclado. La forma del azul de prusia que se requiere para el tratamiento de los animales, incluyendo a los humanos es de un tipo especial. Los intentos de usar uno con calidad para pigmentos como el usado para la pintura no han sido exitosos.

### Estroncio
La adición de cal a los suelos que son pobres en calcio puede reducir la absorción de estroncio por las plantas. De la misma forma en áreas donde el suelo es pobre en potasio, la adición de un fertilizante de potasio puede desalentar la absorción de cesio por las plantas. Sin embargo, tales tratamientos sea con cal o con potasa no deberían ser tomados a la ligera ya que ellos pueden alterar fuertemente la química del suelo, dando como resultado un cambio en la ecología de las plantas ubicadas en dichos suelos.

## Problemas de salud
Para introducir radionuclidos en el organismo, la ingestión es la ruta más importante. Los compuestos insolubles no son absorbidos en el tracto intestinal y solo causan irradiación local antes de que sean excretados. En cambio las formas solubles muestran un amplio rango de porcentajes de absorción.
| Isótopo               | Radiación | Vida media | Absorción GI | Notas |
| --------------------- | --------- | ---------- | ------------ | --- |
| Estroncio-90/itrio-90 | β         | 28 años    | 30%          | |
| Cesio-137             | β,γ       | 30 años    | 100%         | |
| Prometio-147          | β         | 2,6 años   | 0,01%        | |
| Cerio-144             | β,γ       | 285 días   | 0,01%        | |
| Rutenio-106/rodio-106 | β,γ       | 1,0 año    | 0,03%        | |
| Circonio-95           | β,γ       | 65 días    | 0,01%        | |
| Estroncio-89          | β         | 51 días    | 30%          | |
| Rutenio-103           | β,γ       | 39,7 días  | 0,03%        | |
| Niobio-95             | β,γ       | 35 días    | 0,01%        | |
| Cerio-141             | β,γ       | 33 días    | 0,01%        | |
| Bario-140/lantano-140 | β,γ       | 12,8 días  | 5%           | |
| Yodo-131              | β,γ       | 8,05 días  | 100%         | |
| Tritio                | β         | 13 años    | 100%         | El agua tritiada puede ser absorbida a través de la piel (ver también aquí). Nótese que la vida media efectiva (compuesto isotópico, de 13 años, con componente biológico, de aproximadamente 10 días) es relativamente corta, aproximadamente 10 días. |